# Cina nella prima guerra mondiale

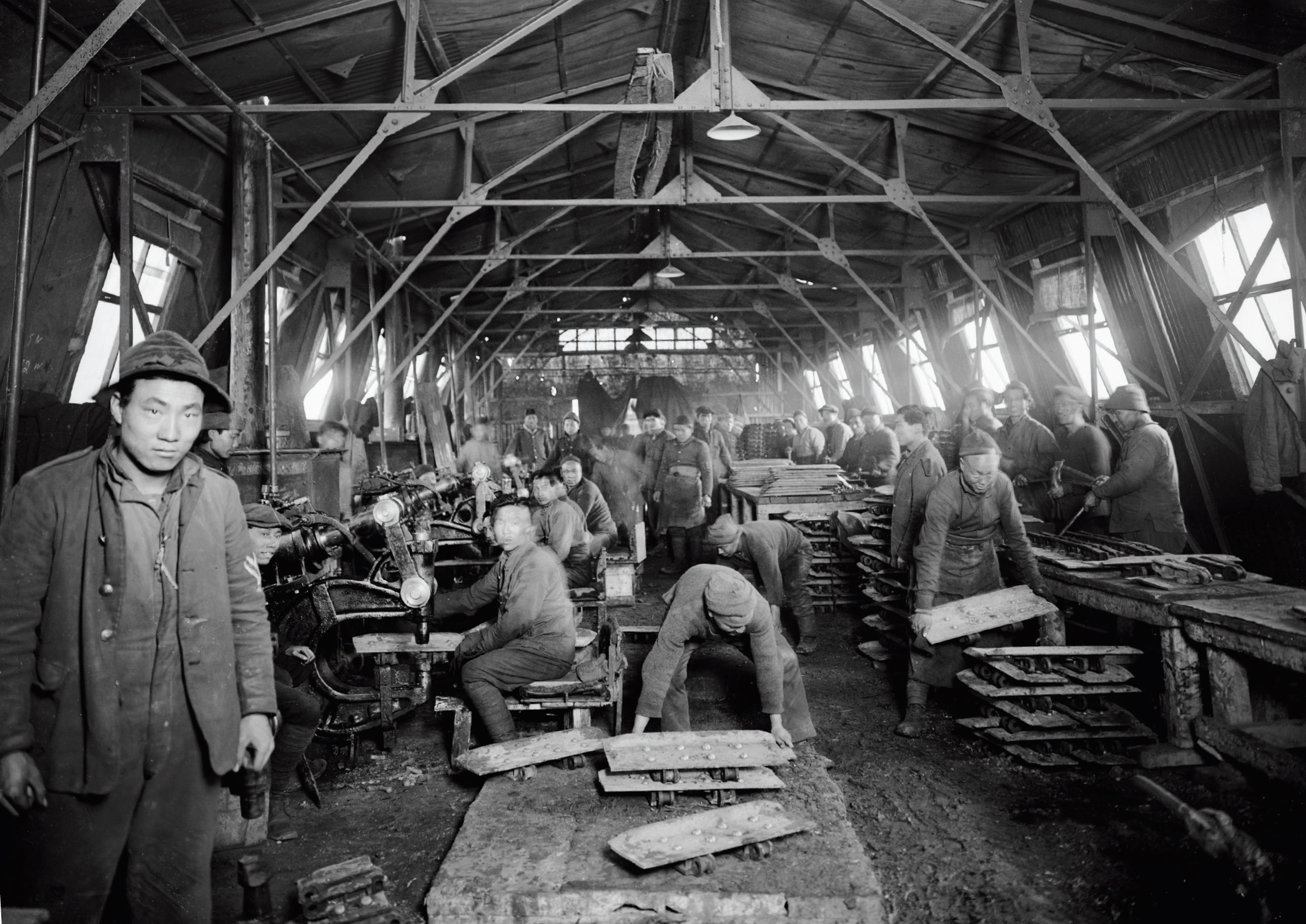
Operai cinesi impiegati in una fabbrica britannica durante la prima guerra mondiale

La Cina nella prima guerra mondiale al fianco della Triplice intesa (1917 - 1918) ebbe un ruolo bellico marginale, quasi insignificante, mentre, al contrario, rivestì un ruolo determinante nell'ambito economico. Infatti il grande afflusso di manovali e operai cinesi (oltre 140 000), nelle fabbriche e cantieri francesi, britannici e russi (che presero il nome di Corpi di lavoratori cinesi, in lingua inglese Chinese Labour Corps) permise agli Alleati di avere abbastanza forza lavoro per continuare la guerra contro gli Imperi centrali mentre i lavoratori europei erano impegnati al fronte. I principali avvenimenti bellici sostenuti dalla Repubblica di Cina contro la Germania e l'Austria-Ungheria rimasero limitati ai confini nazionali.

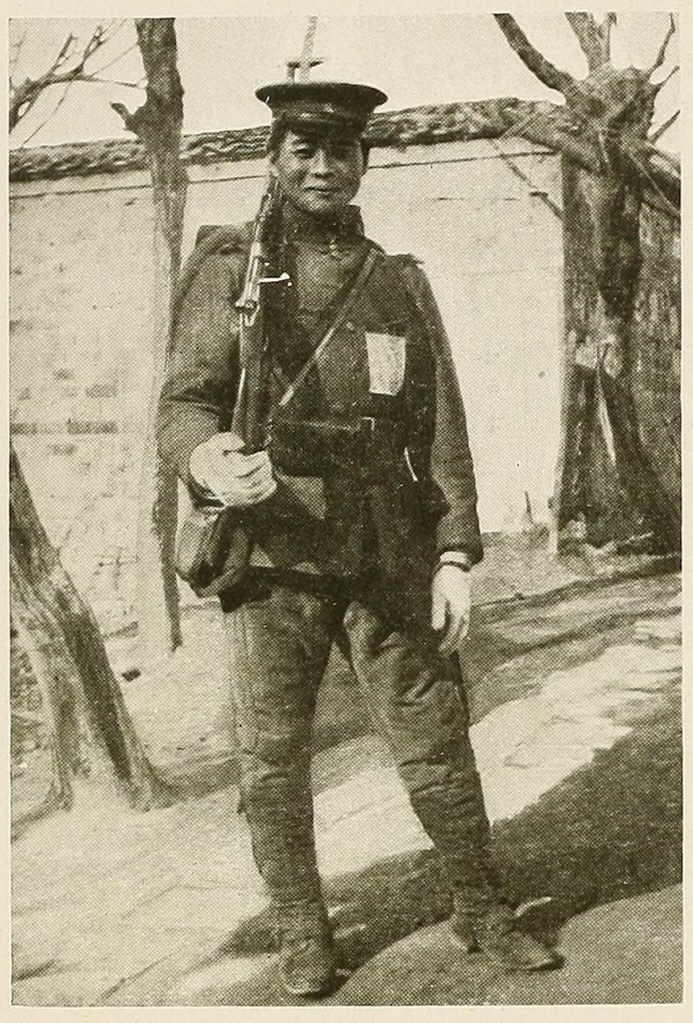
Un soldato cinese in Francia

Il governo Beiyang della Repubblica prese in considerazione l'invio di un'unità di combattimento simbolica sul fronte occidentale, ma non lo fece mai. Invece inviò in Siberia una forza armata nel 1918 al fianco degli altri eserciti, ma nel diverso ambito dell'intervento alleato nella guerra civile russa. Altri battaglioni operarono sempre al fianco dei britannici in Mesopotamia contro l'Impero ottomano e in Africa Orientale tedesca. Ancora oggi, in alcuni cimiteri militari e comunali in Francia e Belgio sono presenti sezioni dedicate ai membri dei Corpi di lavoratori cinesi.

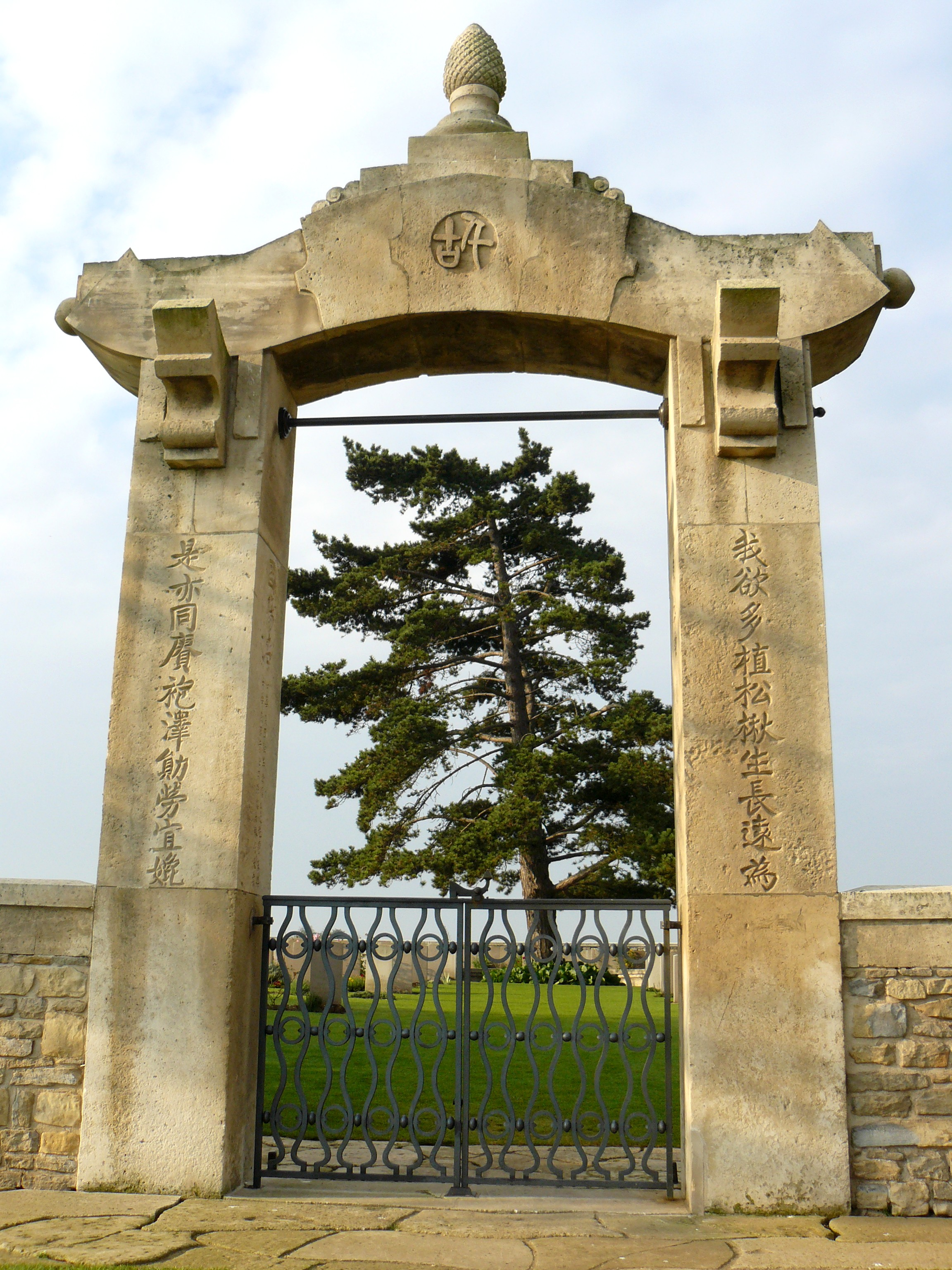
L'ingresso del cimitero cinese dell'esercito britannico a Noyelles-sur-Mer, in Francia

La Cina di quel tempo era ostacolata dalla sua pesante arretratezza rispetto al mondo esterno e soprattutto dall'imperialismo europeo e ancora più giapponese, i quali avevano il controllo del debole governo cinese dei signori della guerra e ne dominavano in gran parte gli eventi. In particolare il Giappone, per rimanere la potenza dominante dell'Estremo Oriente, fece pressioni sugli Alleati occidentali affinché i soldati cinesi avessero un ruolo molto limitato nelle operazioni e in generale la Cina fosse considerata un alleato di second'ordine. Infatti alla Conferenza di pace di Parigi alla Cina furono assegnati solo due seggi (al Giappone cinque) e la richiesta più importante, quella di riprendere la sovranità sulla base di Kiao-Ciao nello Shandong, concessione tedesca dal 1897, non fu assecondata e al contrario, nel Trattato di Versailles, il controllo dello Shandong fu assegnato ai giapponesi.
L'enorme risentimento cinese, suscitato dagli esiti della pace di Versailles, sfociò nel Movimento del 4 maggio 1919, nel consolidamento del Kuomintang (Partito Nazionalista Cinese) e nella fondazione nel 1921 del Partito Comunista Cinese. In definitiva, la Cina cercò nella Grande Guerra la propria riscossa a livello internazionale, in gran parte non riuscendoci, ma innescando comunque quel processo che la portò a diventare una nazione fondamentale sullo scacchiere internazionale durante la seconda guerra mondiale e nella Guerra fredda, fino a oggi.

## Contesto storico
La Cina per secoli era rimasta chiusa al resto del mondo ma il coinvolgimento anglo-francese alla rivolta dei Taiping e le contemporanee guerre dell'oppio a cui presero parte anche Impero russo e Stati Uniti d'America ne aprirono con la forza i mercati all'Occidente. I governi europei iniziarono a stabilire basi sul territorio cinese, le cosiddette "concessioni" durante tutto il XIX secolo, sotto il tacito quanto irrilevante assenso della ormai debole dinastia Qing.
Dopo l'apertura del Giappone al commercio con l'estero e la netta modernizzazione dell'esercito e della marina, il governo giapponese cercò dei nuovi mercati dove insediare il proprio dominio. Da questo scaturì la prima guerra sino-giapponese (1894 - 1895) da cui l'allora Impero Qing uscì sconfitto e umiliato. Il risentimento anti-estero che ne seguì sfociò nella ribellione dei Boxer (1900) ma l'Alleanza delle otto nazioni sconfisse velocemente gli insorti cinesi.
Il territorio cinese si ritrovò nuovamente coinvolto in una guerra straniera durante la guerra russo-giapponese (1904 - 1905) e fu allora che il governo imperiale perse definitivamente il controllo della Manciuria.
Nel 1911 arrivò il cambiamento. Lo scoppio improvviso della rivoluzione Xinhai guidata dal medico e filosofo repubblicano, di educazione democratica e occidentale, Sun Yat-sen portò alla caduta della dinastia Qing e alla fine della bimillenaria storia imperiale cinese e alla nascita della Repubblica di Cina nel 1912. Intuendo di non poter sconfiggere l'Esercito Beiyang, fedele alla monarchia, Sun offrì al comandante di quest'ultimo, il generale Yuan Shikai, la presidenza se avesse cambiato schieramento. Yuan accettò; fece abdicare l'ultimo imperatore bambino Pu Yi e divenne presidente fondando il Governo Beiyang, governo non de iure ma de facto militare.

## L'inizio delle ostilità e il coinvolgimento cinese
Quando nel luglio del 1914 in Europa iniziò la prima guerra mondiale la Cina si dichiarò neutrale.
Dopo la fallita Seconda Rivoluzione di Sun Yat-sen nel 1913 contro Yuan, quest'ultimo acquisì poteri sempre più dittatoriali ed offrì segretamente all'ambasciatore britannico John Jordan 50 000 uomini per riprendere Tsingtao ai tedeschi. Jordan rifiutò l'offerta. Furono i giapponesi a conquistare la città.

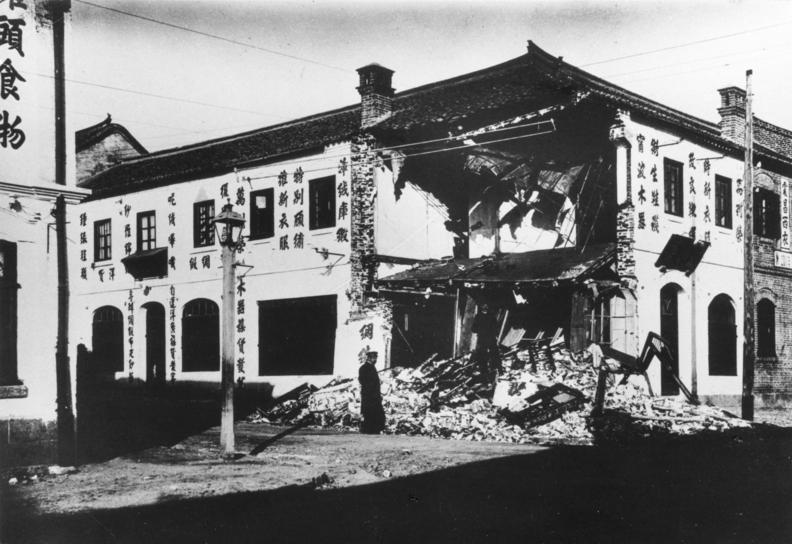
Edificio danneggiato dopo l'assedio di Tsingtao

Nel gennaio 1915, il Giappone emise un ultimatum chiamato le "Ventuno richieste" al governo cinese. Includevano il controllo giapponese dei precedenti diritti tedeschi, contratti di locazione per 99 anni nella Manciuria meridionale, un interesse nelle acciaierie e concessioni per quanto riguarda le ferrovie. Dopo che la Cina respinse la proposta iniziale del Giappone, a maggio fu trasmessa una serie ridotta di "Tredici richieste", con un termine di risposta di due giorni. Yuan Shikai, in competizione con altri signori della guerra locali per diventare il sovrano di tutta la Cina, non era in grado di rischiare la guerra con il Giappone e accettò l'appeasement. La forma finale del trattato fu firmata da entrambe le parti il 25 maggio 1915.
A causa di questa forte dipendenza geopolitica (la Cina era di fatto nella sfera di influenza giapponese), dell'instabilità del governo centrale contro i vari signori della guerra e dell'arretratezza degli eserciti cinesi, gli Alleati si convinsero durante la prima parte del conflitto a non far partecipare il paese agli eventi bellici.
Tuttavia nel febbraio del 1916 con migliaia di uomini che morivano nei campi di battaglia, il generale britannico Douglas Haig, comandante del British Expeditionary Force (BEF), riconobbe l'utilità di avere dalla propria parte soldati e operai cinesi da impiegare al fronte e nelle fabbriche e pertanto chiese a Jordan di ritrattare con il governo cinese.

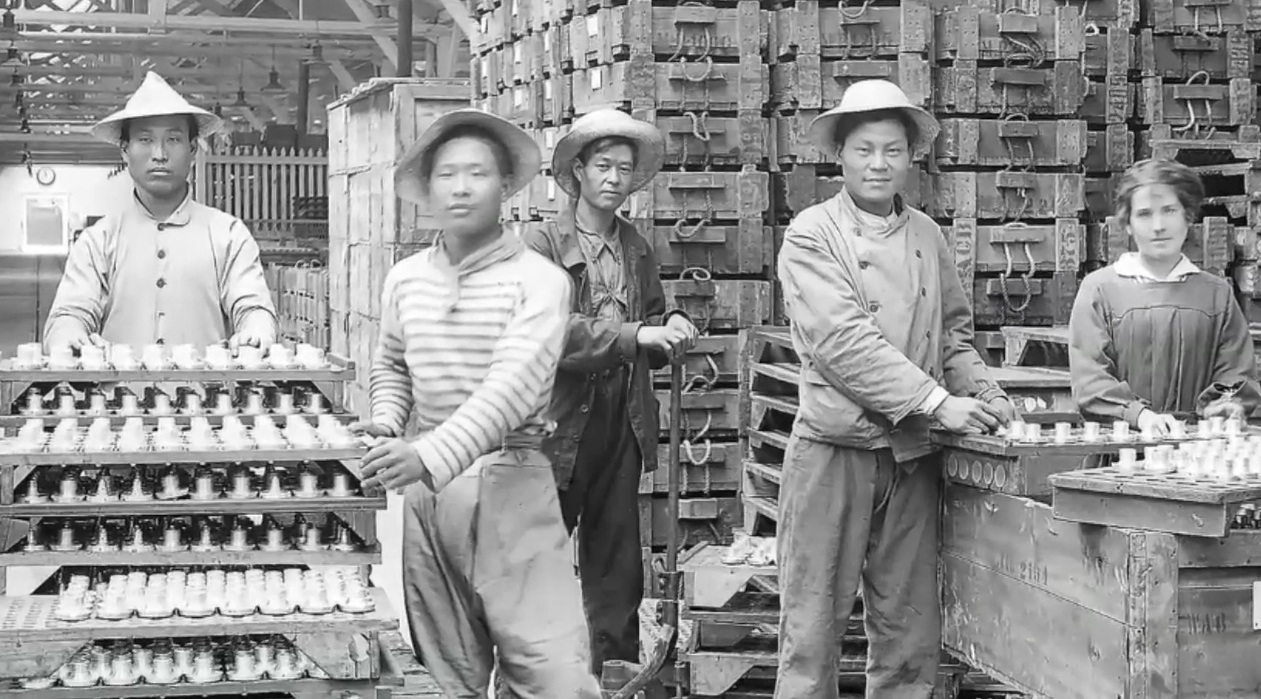
Lavoratori cinesi in una fabbrica di munizioni

Nel 1916 quindi, dopo la caduta del regime di Yuan e l'insediamento del suo vicepresidente, il moderato Li Yuanhong, iniziò il coinvolgimento vero e proprio, nonostante la Cina fosse ancora ufficialmente neutrale e con il presidente Li contrario a partecipare al conflitto.
Quell'anno il governo Briand francese iniziò un piano per reclutare cinesi per servire come personale non militare. Il 14 maggio 1916 fu stipulato un contratto per la fornitura di 50 000 operai, e il primo contingente lasciò Tientsin per Dagu e Marsiglia nel mese di luglio. Anche il governo Asquith britannico firmò un accordo con le autorità cinesi per fornire lavoratori. Il reclutamento fu lanciato dal Comitato di guerra a Londra nel 1916, che formò i Corpi di lavoratori cinesi. Una base di reclutamento fu stabilita a Weihaiwei (allora colonia britannica) il 31 ottobre 1916.
I Corpi di lavoratori cinesi comprendevano uomini che provenivano principalmente dallo Shandong, e in misura minore dalle province di Liaoning, Jilin, Jiangsu, Hubei, Hunan, Anhui e Gansu. La maggior parte viaggiò in Europa attraverso l'Oceano Pacifico e dal Canada. Le decine di migliaia di volontari erano spinte dalla povertà della regione e dalle incertezze politiche della Cina, e anche attratte dalla generosità dei salari offerti dai britannici. Ogni volontario ricevette una tassa di imbarco di 20 yuan, seguita da 10 yuan al mese da versare alla sua famiglia in Cina.
I lavoratori testavano le mine, riparavano strade e ferrovie e costruivano depositi di munizioni. Alcuni lavoravano nelle fabbriche di armamenti e nei cantieri navali. A quel tempo erano visti come manodopera a basso costo, a cui non era nemmeno permesso uscire dal campo per fraternizzare localmente, e licenziati come semplici coolie.
Nel 1917 il coinvolgimento della Cina dalla parte Alleata era diventato evidente a tutte le Nazioni.

## La rottura con la Germania e l'entrata in guerra

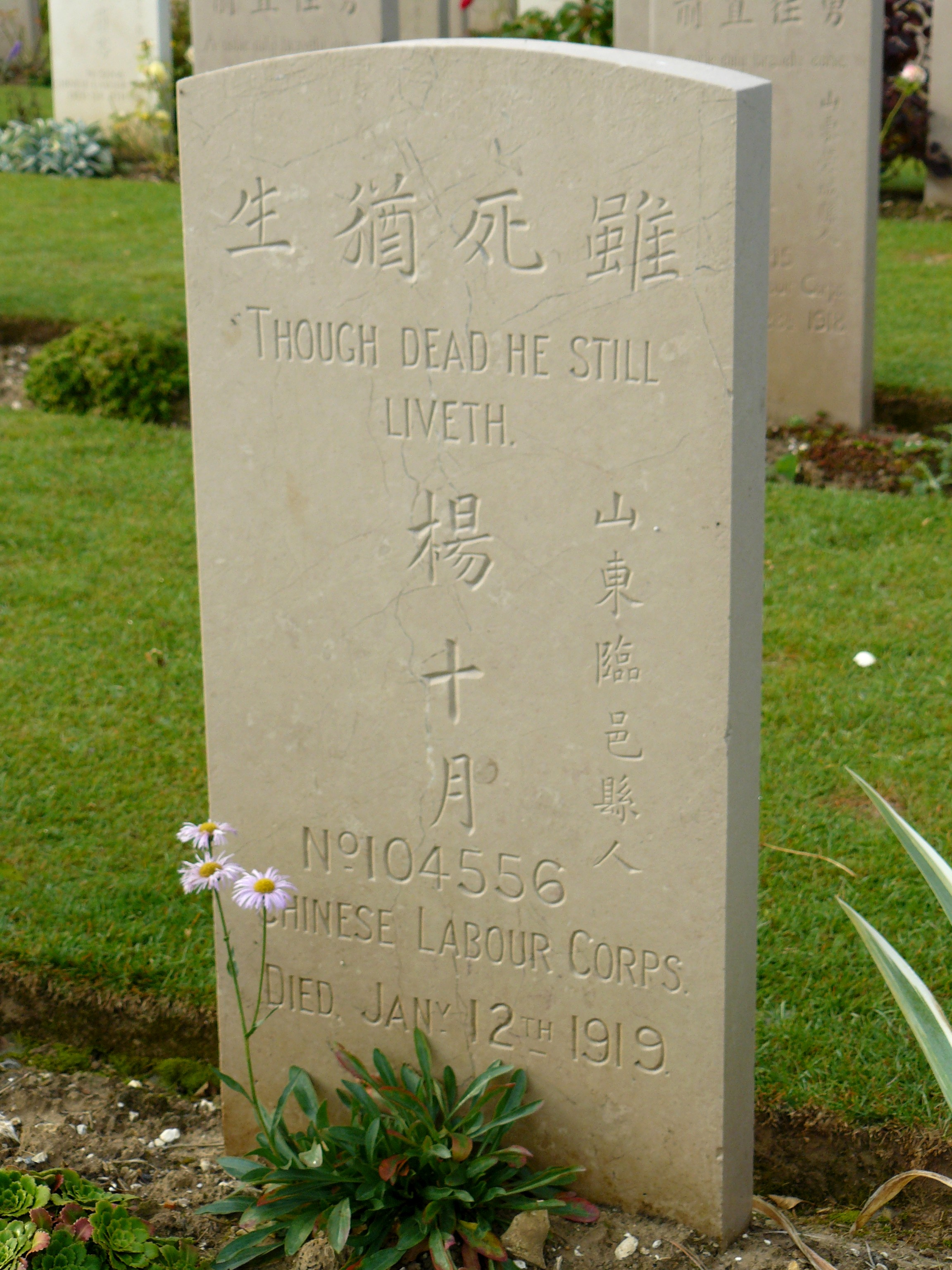
La tomba di un membro dei Corpi di lavoratori cinesi che prestò servizio per il Regno Unito durante la guerra e che fu seppellito al cimitero di Noyelles

Il 17 febbraio 1917 la nave francese SS Athos fu affondata dal sottomarino tedesco SM U-65 nel Mar Mediterraneo. La nave trasportava 900 lavoratori cinesi, 543 dei quali rimasero uccisi, e di conseguenza la Cina interruppe i rapporti diplomatici con la Germania a marzo. Inoltre il 6 aprile entrarono in guerra contro l'Alleanza gli Stati Uniti d'America, favorevoli al pieno coinvolgimento cinese. Questi due fatti causarono un decisivo schieramento a favore della Triplice intesa.
La Germania tuttavia era interessata ad avere la Cina dalla propria parte e per questo organizzò un colpo di Stato guidato dal generale Zhang Xun, segretamente filo-tedesco, che nel giugno del '17 costrinse il presidente Li Yuanhong a sciogliere il Parlamento e il 1º luglio, essendo Zhang un monarchico, a restaurare l'imperatore Pu Yi. Ma grazie alla determinazione di Li e alle forze dell'ex primo ministro e signore della guerra Duan Qirui il colpo di Stato terminò il 12 luglio con la restaurazione della Repubblica. Da quel momento in poi ogni speranza della Germania di avere la Cina dalla propria parte svanì. Il 14 agosto alla fine il nuovo presidente Feng Guozhang con il beneplacito di Duan e degli Alleati, dichiarò guerra alla Germania e all'Impero austro-ungarico.

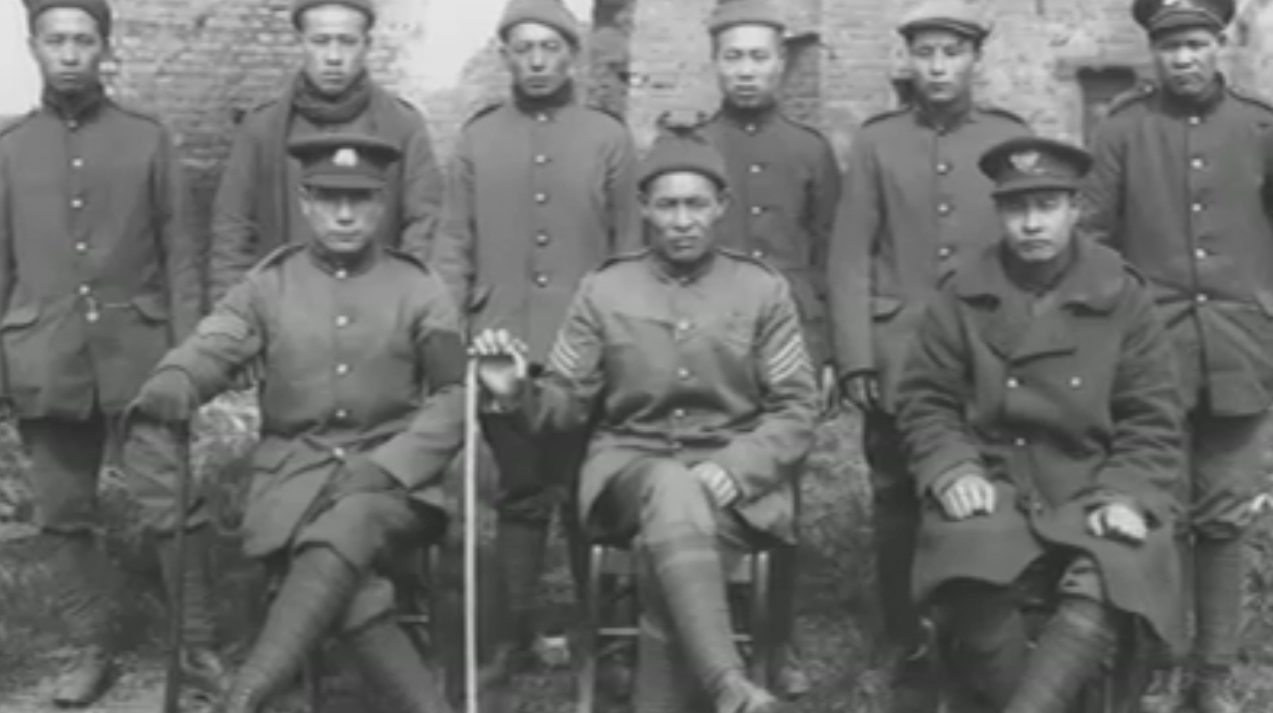
Un gruppo di traduttori cinesi

Furono inviati battaglioni di manovali e operai per adempiere a vari importanti compiti come scavare trincee, costruire e/o riparare carri armati e navi da guerra nei cantieri navali e lavorare nelle fabbriche dedite a prolungare lo sforzo bellico. Questi gruppi andarono ad ingrandire i già consistenti Corpi di lavoratori inviati tra la metà del 1916 e l'entrata in guerra. In totale durante tutto il conflitto il Regno Unito assoldò 100 000 lavoratori cinesi, la Francia 35 000 e la Russia 50 000.
Minimo fu invece il contributo prettamente bellico. Subito dopo l'entrata in guerra le truppe cinesi occuparono le concessioni tedesche di Hankou e Tientsin e la concessione austro-ungarica sempre di Tientsin e le mantennero fino a quando nel 1919 furono restituite alla Nazione. I soldati inviati in Europa furono per lo più inquadrati nelle forze anglo-francesi o usati per azioni di guardia o pattuglia.

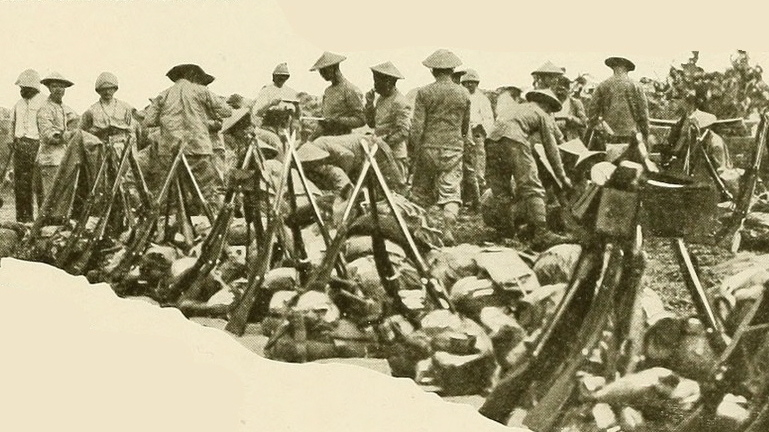
Fanteria cinese in viaggio verso la Siberia

L'unica vera consistente forza usata dai cinesi nella prima guerra mondiale fu quella inviata in Siberia contro l'Armata Rossa nel 1918 nell'ambito dell'intervento alleato nella guerra civile russa.
In totale oltre 140 000 cinesi furono inviati negli ultimi due anni di guerra tra l'Europa, la Mesopotamia (qui contro gli ottomani) e l'Africa Orientale tedesca a prestare servizio e, non da meno, a contribuire a mantenere alto il morale Alleato.
Tuttavia in Cina la situazione politica era troppo complicata affinché un contributo bellico davvero decisivo alle sorti del conflitto fosse possibile.

## Trattato di Versailles e conseguenze

### Conseguenze immediate

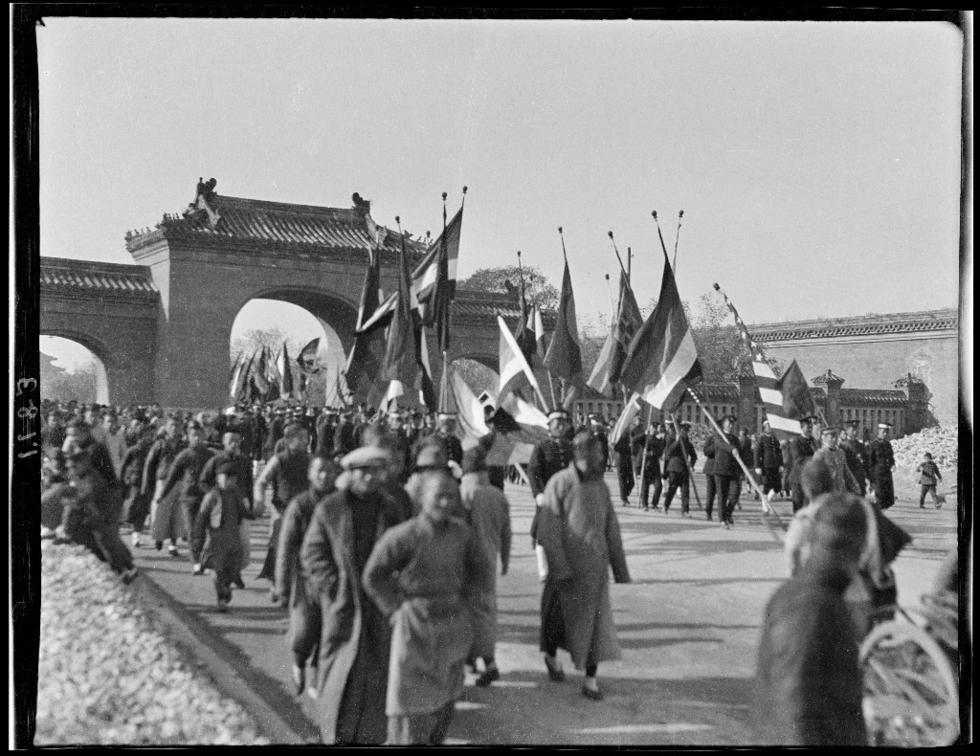
Celebrazione della fine della prima guerra mondiale a Pechino

La guerra finì l'11 novembre 1918 con l'armistizio della Germania. I lavoratori cinesi che prestavano servizio all'estero furono rimandati a casa. Circa 5 000 - 7 000 rimasero in Francia, formando il nucleo delle successive comunità cinesi a Parigi.
La Grande Guerra costò alla Cina un numero imprecisato di morti. Circa 10 000 lavoratori morirono nello sforzo bellico, vittime di bombardamenti, mine antiuomo, cure inadeguate o per la pandemia di influenza spagnola nel 1918. Alcuni studiosi cinesi, che contestano queste cifre, affermano che il numero di morti fu di 20 000. Comunque, si tratta di cifre molto ridotte se confrontate alle perdite subite dagli altri paesi, soprattutto quelli europei, e alla stessa popolazione cinese.

### Conferenza di pace, trattato e reazione in Cina

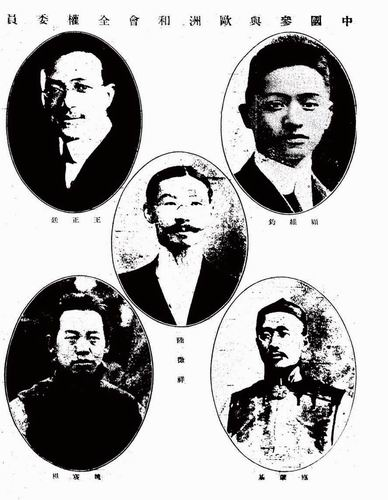
Membri cinesi della Conferenza di Pace di Parigi nel 1919

Visto il contributo minimo nelle operazioni belliche e l'idea comune secondo gli Alleati che non fosse una nazione di primaria importanza, alla Conferenza di pace di Parigi alla Repubblica di Cina furono assegnati solo due seggi, un peso politico cioè minimo. La delegazione fu guidata da Lu Zhengxiang, accompagnato da Wellington Koo e Cao Rulin. Alla Cina fu permesso di riannettere al proprio territorio le tre concessioni, due tedesche e una austro-ungarica (ceduta successivamente all'Italia nel 1927), conquistate nel 1917 e poco più.
Duan Qirui, che nel frattempo tra il 1917 e il 1918 aveva imposto il suo dominio a quasi tutta la Cina, permise ai giapponesi, tramite il delegato e suo alleato di fiducia Cao Rulin, di mantenere il possesso della ex-concessione tedesca di Kiao-Ciao e de facto di tutto lo Shandong, che invece secondo tutta l'opinione pubblica e molti signori della guerra (principalmente ostili a Duan), la sua ripresa era il principale motivo per cui la Cina era intervenuta nella guerra con l'Intesa.
Il Trattato di pace di Versailles, stipulato quasi solamente secondo i voleri statunitensi, britannici e francesi, assegnò molte vecchie basi e zone di controllo tedesche in Cina non ai cinesi bensì ai giapponesi, considerati alleati migliori e più potenti. Il governo cinese non fece niente per impedire queste violazioni degli accordi precedenti e della sovranità territoriale.
L'ondata di protesta popolare che seguì fece aumentare incredibilmente il nazionalismo cinese e sfociò nel Movimento del 4 maggio 1919, quando un'enorme folla di cittadini si radunò a Pechino davanti alla Città Proibita, sede del Governo, chiedendo la revisione dei trattati che ostacolavano la sovranità cinese, la fine del regno dei signori della guerra e la creazione di una nuova Cina forte, unita e libera dall'egemonia straniera. Il Movimento inoltre diede inizio alla diffusione nella vecchia Cina conservatrice e confuciana del comunismo, esportato dell'esperienza della guerra civile russa e infatti nel 1921 fu fondato a Shanghai il Partito Comunista Cinese che con Mao Zedong, all'epoca ancora giovane editore sconosciuto, arrivò nel 1949 a prendere il potere sulla Nazione e a fondare l'attuale Repubblica Popolare.
A seguito di questa forte reazione da parte della popolazione, per non fomentare ulteriore malcontento, il governo rifiutò di firmare il Trattato di Versailles. Pertanto, la delegazione cinese alla conferenza fu l'unica a non firmare il trattato durante la cerimonia della firma.
Intanto a Canton Sun Yat-sen, rimasto sempre un capo carismatico e seguito, rispose alle richieste dei ribelli di Pechino, iniziando a organizzare la spedizione militare che avrebbe dovuto portare alla fine dei signori della guerra e alla riunificazione della Nazione secondo i Tre Principi del Popolo, tra cui la democrazia, cosa che purtroppo non poté vedere in quanto morì nel 1925 e la spedizione del Nord (1926-1928) guidata dal suo protetto Chiang Kai-shek finì per instaurare un regime altrettanto autoritario.